# Ватулино (аэродром)
Аэродром Ватулино — спортивный аэродром в Московской области, в 5 километрах от города Руза. На аэродроме базируются авиационно-спортивный клуб «Аэроклассика» (прыжки с парашютом), авиационная школа «Гамаюн», аэроклубы.

## История
Строительство аэродрома «Ватулино» было начато в 1939 году.
При строительстве должно было учитываться то, что эти аэродромы должны действовать в любой сезон года. Технология строительства подобных аэродромов выглядела следующим образом:
В широкую траншею засыпались и утрамбовывались каменные включения: щебень, гравий, битый кирпич, затем траншею засыпали землей и высаживали траву. Стандартные размеры такой ВПП — 100×1000 м. Такая технология обеспечивала самолётам ПВО выполнение взлётов и посадок во время осенней и весенней распутицы, маскировку ВПП под естественное поле.
В начале 1941 года на аэродроме базировались: 12-й истребительный авиационный полк (6-й смешанной авиационной дивизии), оснащенный самолётами Як-1, под командованием командира полка майора Лысенко И. П. и 562-й истребительный авиационный полк под командованием командира полка майора Негоды. Впервые с этого аэродрома самолёты поднялись в воздух на перехват вражеских бомбардировщиков, направляющихся на Москву, в конце июля 1941 года.
В конце 1941 года немецкие войска приблизились к Москве, и возникла необходимость эвакуации истребительных полков. В результате, в конце 1941 года аэродром «Ватулино» был захвачен немецкими войсками. Теперь здесь базировался немецкий бомбардировочно-штурмовой полк. С этого аэродрома в декабре 1941 года летал и всемирно известный Ганс Рудель. Каждый лётный день советские бомбардировщики производили налёты на аэродром, но существенных результатов эти налёты не дали.
С успешным контрнаступлением советских войск под Москвой аэродром «Ватулино» снова заняли советские войска. C июля 1943 года на нём базировался 953-й штурмовой авиационный полк самолётов Ил-2 под командованием майора Добрых С. Ф.(Первая ВА). Третьего сентября 1943 Военным Советом Западного фронта было вручено фронтовое боевое знамя 953 ШАП. С аэродрома Ватулино производились боевые вылеты на вражеские войска до конца 1943 года. С продвижением линии фронта на запад аэродром утратил своё оперативное значение и стал «аэродромом подскока».
После войны этот аэродром стал резервным. До 1986 года аэродром использовался как площадка для авиахимработ авиации ПАНХ[что?].

### Современность
Начиная с 2002 года, авиакомпания АОН[что?] «АК Руза», совместно с клубами АСК[что?] РОСТО, ФЛА[что?] возобновили деятельность аэродрома «Ватулино» для полетов легкомоторной авиации. С 2004 года на аэродроме располагается АСК «Аэроклассика».

#### Финал Открытого Кубка России по парашютно-атлетическому многоборью
C 10 по 13 сентября 2011 года на аэродроме проходил Финал Открытого Кубка России по парашютно-атлетическому многоборью.

### Происшествия
- Утром 22 апреля 2017 года, 29-летний парашютист разбился насмерть, выполняя сложный элемент[4].
- 10 июля 2021 года, разбился насмерть 48-летний парашютист[5].
- 24 октября 2021 года на аэродроме произошло падение легкомоторного самолёта «Аэропракт A-22». В результате падения двое человек погибли[6].